# Crybelocephalus birsteini
Crybelocephalus birsteini is een vlokreeftensoort uit de familie van de Cebocaridae. De wetenschappelijke naam van de soort is voor het eerst geldig gepubliceerd in 1976 door Thurston.